# Derolus spurius
Derolus spurius es una especie de escarabajo longicornio del género Derolus, tribu Cerambycini, subfamilia Cerambycinae. Fue descrita científicamente por Jordan en 1903.

## Descripción
Mide 17-23 milímetros de longitud.

## Distribución
Se distribuye por Camerún, Gabón y República Democrática del Congo.